# Guinevere Kauffmann
Guinevere Kauffmann   (Califòrnia, 1968) és una astrofísica estatunidenca coneguda pel seu treball sobre les galàxies entre altres matèries.

## Estudis i carrera professional
Kauffmann va graduar-se en matemàtiques aplicades a la Universitat de Ciutat del Cap el 1988 i va fer un màster en astronomia l'any 1990. Va doctorar-se en astronomia a la Universitat de Cambridge el 1993, treballant amb Simon White, amb qui més tard es va casar.
Va ser membre del programa Miller Research Fellows de la Universitat de Califòrnia a Berkeley, i després va treballar com a postdoctoral a l'Institut Max Planck de Física Extraterrestre i a l'Institut Max Planck d'Astrofísica, tots dos a Garching bei München (Alemanya). L'any 2003 va ser nomenada cap d'equip de recerca de l'Institut Max Planck d'Astrofísica. Des de 2013 dirigeix l'Institut Max Planck d'Astrofísica.
Les seves àrees d'interès de recerca inclouen models de formació de galàxies; anàlisi de les propietats observades de les galàxies, com ara el seu gas atòmic i molecular; nuclis galàctics actius, i el projecte Sloan Digital Sky Survey.
Kauffmann ha coordinat una Xarxa de Formació en Recerca Marie Curie de la Unió Europea que va reunir investigadors d'arreu d'Europa per a projectes interdisciplinaris.

## Premis i reconeixements
- El 1997, Guinevere Kauffmann va rebre la medalla Otto Hahn.[4]
- El 2002, va rebre el Premi Heinz Maier-Leibnitz.[4][5]
- L'any 2007, va rebre el premi Gottfried Wilhelm Leibniz de la Deutsche Forschungsgemeinschaft,[4] que és el màxim honor concedit a la investigació alemanya.
- El 2009, va ser escollida membre de l'Acadèmia Americana de les Arts i les Ciències.
- L'abril de 2010 va rebre l'Orde al Mèrit de la República Federal Alemanya, la Creu del Mèrit (Verdienstkreuz am Bande) i el certificat en nom del President alemany. El 21 d'abril de 2010 el primer ministre de Baviera Horst Seehofer va fer l'entrega del premi.[3]
- L'any 2010 va ser escollida membre de l'Akademie der Wissenschaften.[6]
- El 2012, va ser escollida membre de l'Acadèmia Nacional de Ciències dels Estats Units d'Amèrica.[7][8]

## Al·legacions sobre assetjament
El febrer de 2018, la revista alemanya Spiegel Online va publicar un article sobre l'abús de poder per part de científics sèniors de l'Institut Max Planck d'Astrofísica.
Diversos correus electrònics obtinguts per BuzzFeed News Germany van revelar el juny de 2018 que les denúncies concernien a la directora de l'Institut Max Planck d'Astrofísica, Guinevere Kauffmann, que va ser acusada d'assetjament laboral a científics i assetjament escolar a estudiants durant anys. Els correus electrònics filtrats publicats per BuzzFeed News Germany també inclouen el que s'ha descrit com a declaracions racistes, masclistes i homòfobes dirigides a empleats i estudiants. Responent a les preguntes de la revista Nature, Kauffmann va negar les acusacions de racisme, sexisme i homofòbia, al·legant que només està interessada en les diferències culturals entre les persones i que Buzzfeed havia comès errors greus. Va reconèixer que com a estudiant va estar sotmesa a «una supervisió molt alta», reconeixent que aquest estil de mentoria «ha esdevingut inacceptable» i va afirmar haver canviat dràsticament el seu comportament després de rebre les queixes. Aquest i altres casos van provocar un debat general sobre l'abús de poder a la ciència.
L'agost de 2018, la revista Science va informar de denúncies d'assetjament laboral i assetjament sexual a l'Institut Max Planck d'Astrofísica a Garching, i va informar que Kauffmann havia estat acusada d'assetjament escolar, estava rebent entrenament personal i seguiment diari, i havia rebut un grup molt reduït per liderar. En una entrevista al diari alemany Frankfurter Allgemeine Zeitung, el director de l'Institut Max Plank va admetre que l'escàndol havia mostrat deficiències i la necessitat de millorar els procediments de l'Institut Max Plank per atendre les queixes.

## Selecció de publicacions
- Kauffmann, G.; White, S. D. M.; Guiderdoni, B. «The formation and evolution of galaxies within merging dark matter haloes» (en anglès). Monthly Notices of the Royal Astronomical Society. Oxford University Press (OUP), 264(1), 01-09-1993, pàg. 201-218. DOI: 10.1093/mnras/264.1.201. ISSN: 0035-8711.
- Kauffmann, G.; Nusser, A.; Steinmetz, M. «Galaxy formation and large-scale bias» (en anglès). Monthly Notices of the Royal Astronomical Society, 286(4), 21-04-1997, pàg. 795-811. arXiv: astro-ph/9512009. DOI: 10.1093/mnras/286.4.795. ISSN: 0035-8711.
- Kauffmann, Guinevere; Charlot, Stéphane (en anglès) Monthly Notices of the Royal Astronomical Society, 294(4), 1998, pàg. 705-717. arXiv: astro-ph/9704148. DOI: 10.1111/j.1365-8711.1998.01322.x. ISSN: 0035-8711.
- Kauffmann, G.; Haehnelt, M. «A unified model for the evolution of galaxies and quasars» (en anglès). Monthly Notices of the Royal Astronomical Society, 311(3), 21-01-2000, pàg. 576-588. arXiv: astro-ph/9906493. Bibcode: 2000MNRAS.311..576K. DOI: 10.1046/j.1365-8711.2000.03077.x. ISSN: 0035-8711.
- Kauffmann, Guinevere; Heckman, Timothy M.; Tremonti, Christy; Brinchmann, Jarle; Charlot, Stéphane; White, Simon D. M.; Ridgway, Susan E.; Brinkmann, Jon; Fukugita, Masataka; Hall, Patrick B.; Ivezić, Željko; Richards, Gordon T.; Schneider, Donald P. «The host galaxies of active galactic nuclei» (en anglès). Monthly Notices of the Royal Astronomical Society, 346(4), 2003, pàg. 1055-1077. arXiv: astro-ph/0304239. Bibcode: 2003MNRAS.346.1055K. DOI: 10.1111/j.1365-2966.2003.07154.x. ISSN: 0035-8711.
- Kauffmann, Guinevere; Heckman, Timothy M. «Feast and Famine: regulation of black hole growth in low-redshift galaxies» (en anglès). Monthly Notices of the Royal Astronomical Society. Oxford University Press (OUP), 397(1), 21-07-2009, pàg. 135-147. arXiv: 0812.1224. Bibcode: 2009MNRAS.397..135K. DOI: 10.1111/j.1365-2966.2009.14960.x. ISSN: 0035-8711.
- Kauffmann, Guinevere; Li, Cheng; Fu, Jian; Saintonge, Amélie; Catinella, Barbara; Tacconi, Linda J.; Kramer, Carsten; Genzel, Reinhard; Moran, Sean; Schiminovich, David «COLD GASS, an IRAM legacy survey of molecular gas in massive galaxies - III. Comparison with semi-analytic models of galaxy formation» (en anglès). Monthly Notices of the Royal Astronomical Society. Oxford University Press (OUP), 422(2), 09-03-2012, pàg. 997-1006. arXiv: 1202.2972. Bibcode: 2012MNRAS.422..997K. DOI: 10.1111/j.1365-2966.2012.20672.x. ISSN: 0035-8711.
- Kauffmann, G. «Quantitative constraints on starburst cycles in galaxies with stellar masses in the range 108-1010 M» (en anglès). Monthly Notices of the Royal Astronomical Society. Oxford University Press (OUP), 441(3), 26-05-2014, pàg. 2717-2724. DOI: 10.1093/mnras/stu752. ISSN: 0035-8711.
- Kauffmann, Guinevere «Physical origin of the large-scale conformity in the specific star formation rates of galaxies» (en anglès). Monthly Notices of the Royal Astronomical Society. Oxford University Press (OUP), 454(2), 08-10-2015, pàg. 1840-1847. DOI: 10.1093/mnras/stv2113. ISSN: 0035-8711.
- Kauffmann, Guinevere «Properties of AGNs selected by their mid-IR colours: evidence for a physically distinct mode of black hole growth» (en anglès). Monthly Notices of the Royal Astronomical Society. Oxford University Press (OUP), 480(3), 30-07-2018, pàg. 3201-3214. arXiv: 1808.03145. DOI: 10.1093/mnras/sty2029. ISSN: 0035-8711.